# Acanthochermes quercus
Acanthochermes quercus är en insektsart som beskrevs av Vincenz Kollar 1848. Acanthochermes quercus ingår i släktet Acanthochermes och familjen dvärgbladlöss. Arten är reproducerande i Sverige. Inga underarter finns listade i Catalogue of Life.